# 加萊叢林
加萊叢林（法語：Jungle de Calais）是法國加萊附近的難民和（非法）移民營地的别称。該營地多數居住者企圖藉卡車、渡輪、汽車或火車偷渡，通過加來港或英法海底隧道非法進入英國。在歐洲難民與移民危機期間，營地的人口增加，法國當局開始驅逐，營地因此獲得了全球關注。法國政府計劃從2016年10月24日開始，以170輛公共汽車撤離6400名營地移民，把他們重新安置到法國其它地區。
2016年10月26日，法國政府宣布營地已被清除。

## 名稱
根據當地的行動主義非政府組織「團結加萊移民」（Calais Migrant Solidarity）報導，“jungle”是普什圖語“dzhangal”的翻譯，意指森林，是說普什圖語的移民和難民在2000年代中期對加來“叢林”和當地其他棚戶區的稱呼。

## 位置與生活條件

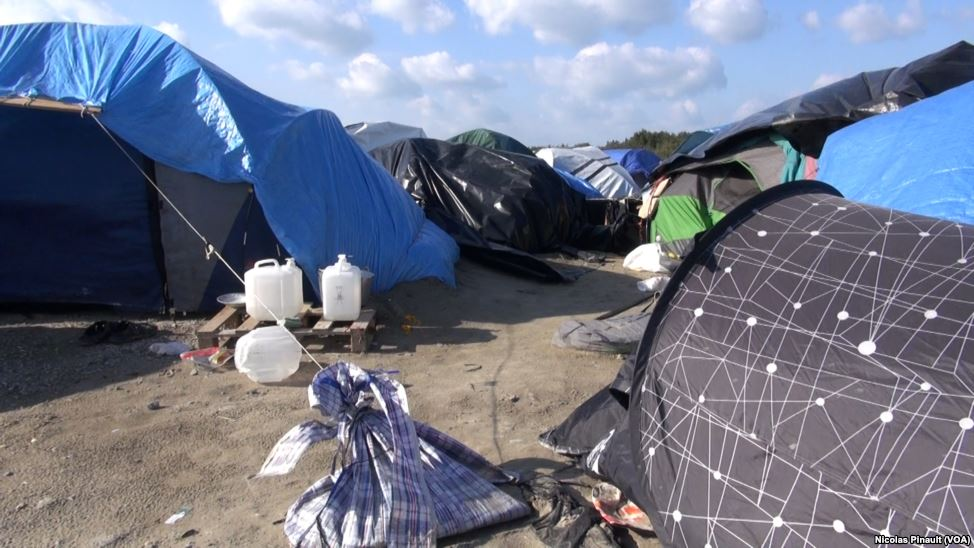
2015年10月“叢林”營地的居住條件

自1999年以來，加萊附近有各種“叢林”營地，移民在無人居住的土地上建立營地，每當法國當局關閉營地時就遷往新的地點；同時，其他移民蹲踞在被遺棄的建築物裡。2015年4月，《衛報》報導加萊的“官方”和主要“叢林”位於原先的垃圾填埋場，距離鎮中心5公里，在加萊的6000名移民中有1000人佔住在此；據該報所稱，它是當時存在於加來的九個營地之一，當時此處第一次有供應淋浴、電力和廁所，加上每天一頓熱飯，但沒有適當的住宿環境。
其他營地的生活條件則相當糟糕，通常沒有適當的衛生或清洗設施，住所包括帳篷和臨時收容所，食物由慈善廚房提供。法國當局面臨著解決人道主義需要的同時又要避免吸引更多移民到來的兩難局面。
為了解決“叢林”位於塞韋索區的問題，法國政府的行動是以由前總統尼古拉·萨科齐簽署於2003年2月4日的“勒圖凱條約”（Treaty of Le Touquet）為指引，承諾阻止非法移民通過加萊進入英國。

## 歷史

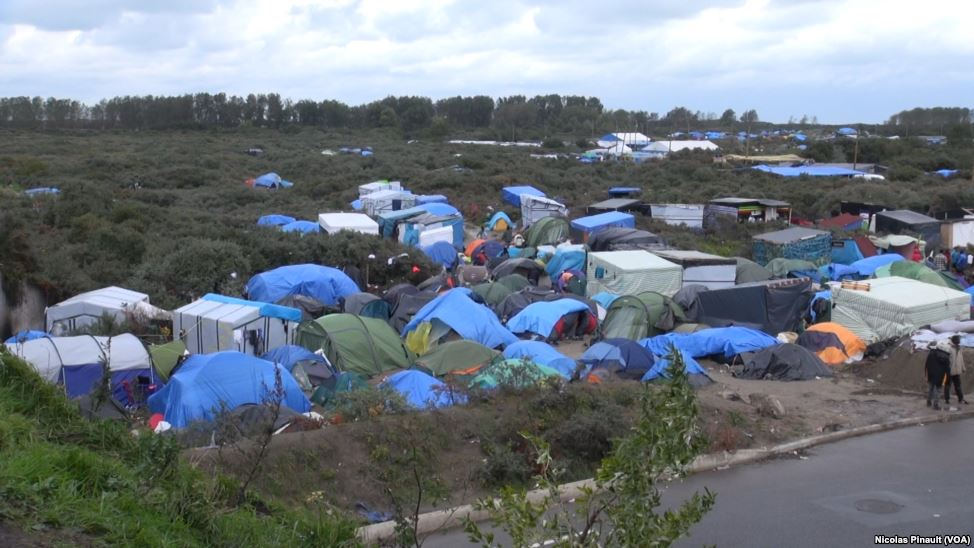
據估計，該營地在2015年10月約有4000名居民，幾乎所有人都住在這樣的臨時住所

1999年，一個名為桑加特的接待設施在加來港附近成立，由法國紅十字會開放和管理，但很快地就變得過度擁擠。當桑加特於2002年11月由當時的法國內政部長尼古拉斯·薩科齊關閉後，最初的“叢林”在港口附近的樹林中被建立。
2009年4月，一個移民營遭法國政府突襲掃蕩，當局逮捕了190人，並使用推土機摧毀帳篷。但是，2009年7月又有一個新的營地建成，據BBC估計有800個居民。在2009年9月的一次黎明突擊搜查中，當局關閉了一個由700至800名移民佔用的營地，拘留了276人。

加萊市市長Natacha Bouchart於2014年9月威脅要封鎖加萊港口，雖然此舉不合法律並會招致訴訟和譴責，她認為這會向英國當局發出“強烈訊息”。同月《衛報》估計在加萊有1300名移民，大多來自厄立特里亞、索馬里和敘利亞。2015年7月，《每日電訊報》報導叢林已經有3000名居民。截至2015年11月，估計有6000名移民生活在叢林中。在2016年2月底，英國廣播公司指出：“營地總人口有爭議，加萊官員說它居住了3700人，而Help Refugees組織統計為5497人”。
2016年1月，法國當局在營地東北地區開設了一個收容所。當局早些時候從該地區清除了帳篷和棚屋，並在原地設置125個從貨櫃改建而成的居所，可收容最多1500名移民。選擇用貨櫃而不用更耐久的永久結構物的原因是沙丘不適合永久性建築物。貨櫃居所漆成白色，並配有多層床、窗戶和暖器，但沒有自來水或衛生設施（利用現有附近的廁所和淋浴設施）。當時路透社將“叢林”描述為“骯髒”和“不衛生的”，估計其總人口為4000。
許多移民後來搬入了貨櫃住房；但有些人抵制法國政府的最後通牒，不願遷入貨櫃區，他們不滿意新區的斯巴達式組織安排以及公共區域的缺乏，並擔心一旦遷入新的住房區就會被阻止前往英國。
2016年2月25日，法國政府獲得里爾法院批准，從營地驅逐1000名移民；Help Refugees組織估計有3455名難民生活在清場區。在清場期間，營地的南邊被拆毀。當局的行動遭遇了一些阻力；防暴警察使用催淚瓦斯和被投擲石頭。至少有12間小屋被燒毀。
2016年3月，法國經濟財政部長埃马纽埃尔·马克龙提出警告，如果英國公民在2016年6月公投決定退出歐盟，那麼允許英國移民官員在加來執行任務的並列控制安排可能受到威脅，因此加來叢林可能移轉到英國。
2016年2月，一個法國法院駁回了多個慈善機構提出的阻止拆除“叢林”營地南部一半計劃的請願書。2016年3月初，受到警察保護的工人開始拆除營地的棚屋；警察與移民和“無國界醫師”組織的英國籍行動主義者發生衝突，建築物遭到縱火，三名“無國界醫師”成員和一名移民被逮捕。截至2016年3月，地方當局估計營地的人口為3700人（其中約800至1000人將受到被驅離者的影響）；援助團體認為真正的人數應該更高，表示根據他們進行的普查，“單是南部就至少有3450人，包括300名無人陪伴的兒童”。
在2016年5月下旬，“叢林”營地發生了一起不明原因的“大規模打鬥”，造成40人受傷（33名移民、5名援助工作者、2名警察），其中3人嚴重受傷（包括刺傷）。200名警察、70名消防員和11輛救護車前赴現場處理；法國當局開始調查。當時，德國之聲估計有4000到5000人住在營地。截至2016年10月，Help Refugees組織的統計數字為8143人。
2016年10月26日，加來海峽省省長Fabienne Buccio宣布營地已經清除。

## 移民人口

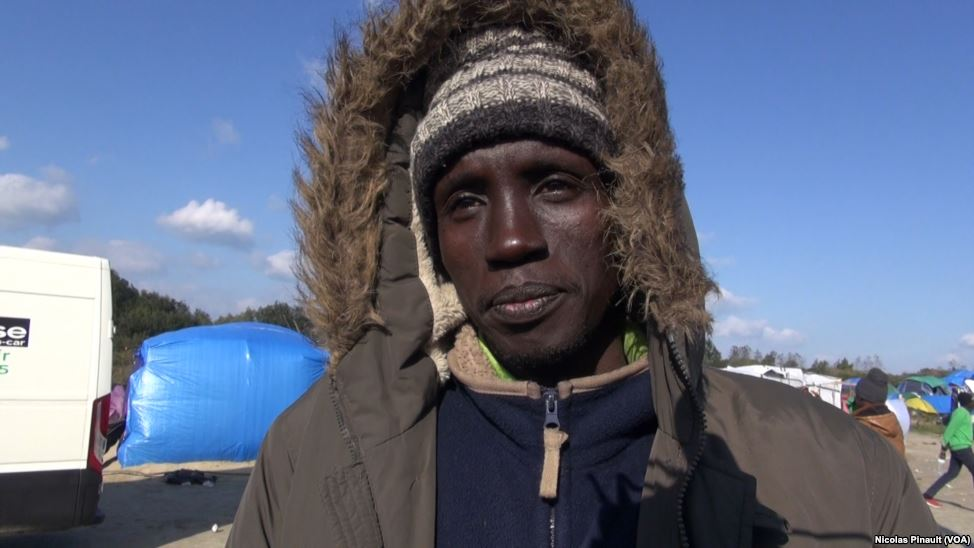
Badeldin Shogar，一位來自蘇丹的移民或難民，攝於法國加萊的“叢林”難民/移民營，2015年10月

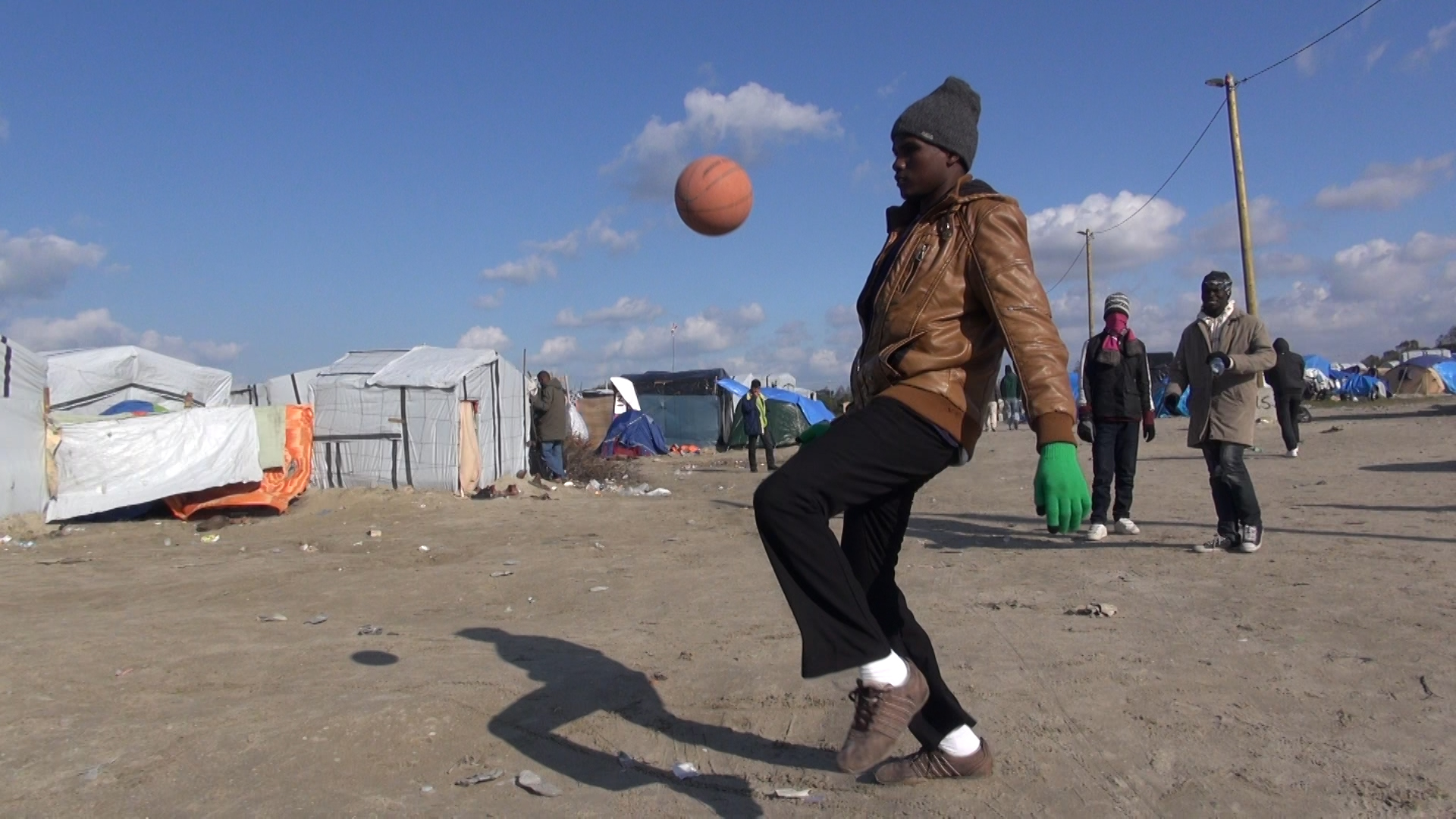
一位年輕移民或難民在營區盤球，2015年10月

根據Help Refugees組織2016年7月的人口普查，該營地有7307名移民，為迄今紀錄中最多；據該普查指出，其中761人是未成年人，營地人口平均每天增加50人。據稱，自2016年6月23日英國脫歐投票以來，人口已飆升至近10000人。
62％在加來的移民，是非歐洲裔，且平均年齡為33歲的年輕男性。隨著時間推移，族群的組成發生了變化；最初，庫爾德伊拉克人是最大的群體，但是，到了2014年，來自非洲之角和蘇丹的人數增長許多。許多庫爾德伊拉克人後來搬到加萊和敦刻爾克附近的類似營地。
大多數難民不說法語，並試圖進入英國當非法勞工，而不是在法國申請庇護；雖然自2014年修訂程序以來，申請庇護的人數已經增加。
為了被載運到加來，許多移民曾付款給安排偷渡者：一個來自埃及、身分為政治學畢業生的移民告訴《衛報》，他「支付了3000美元以離開埃及，冒著生命危險乘小船來到意大利，在一個月中嘗試前往英國20次」；另一位有個一歲孩子的厄立特里亞婦女支付了1825英鎊（和她的丈夫一樣）前往意大利，但她的丈夫在旅途中溺死了。移民們冒著生命危險試圖爬上卡車或在卡車上旅行時，時常會發生掉落和骨折的情形；也有在途中死亡的紀錄。營地本身也是危險的（尤其是對於婦女來說），來自不同族群的、孤注一擲的年輕男子，加上飲酒和暴力，形成一個變化無常的混合。

## 設施

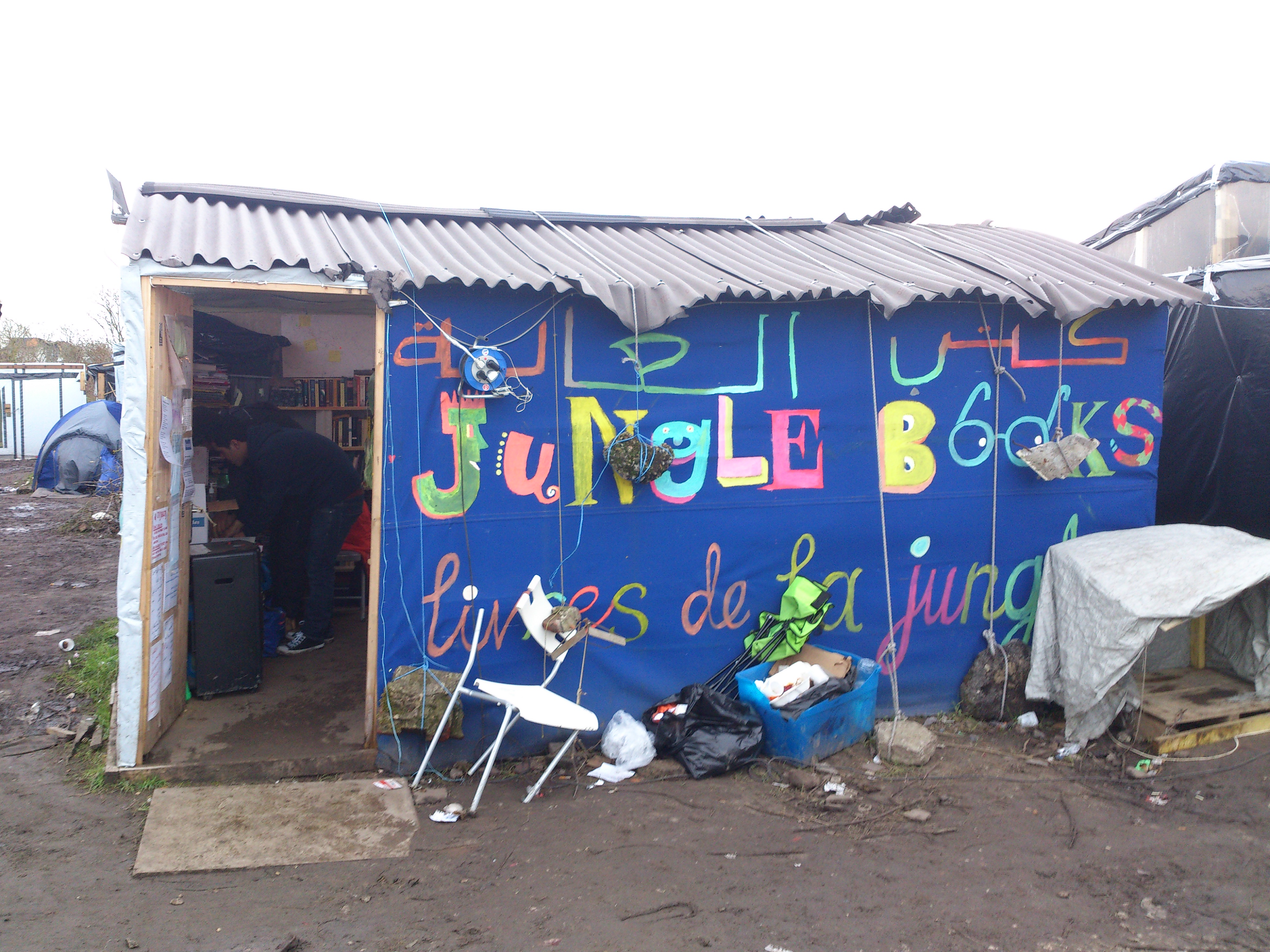
在營地的臨時圖書館，2016年1月

棚戶區和已開發世界的並置是顯而易見的。根據無國界醫師組織，那裡在某種程度上有水源供應，包括一些淋浴的機會（有時需等候多達6小時）；有一些食物被分發；在寒冷期間有熱氣供應；但衛生條件差，且有水質問題。
護理服務由Médecins du Monde和無國界醫師提供。根據英國慈善機構人類救助基金會(Human Relief Foundation)的報告，移民人口大致來說健康。
Jungle Books，the Ecole Laique du chemins des dunes和Edlumino為難民提供了教育服務。一些類合法企業存在，但藥物濫用和輕微犯罪普遍存在。

## 法國境內其他移民據點
法國境內其他較小的移民據點存在於加萊以外的地區; 慈善機構流浪地球協會（Association Terre d'Errance）估計，在該國北部有11個營地，其中最大的是在敦克爾克附近的格朗德桑特據點。在該據點上，移民（大多數為伊拉克庫爾德人家庭）生活在條件惡劣、滿是泥濘的荒地，且沒有適當的衛生設施或住所; 該據點被稱為比加萊更糟。2016年3月，由於拆除工作正在加萊的“叢林”據點進行，“法國第一個滿足國際人道主義標準的難民營”的格朗德桑特據點正在建設中；目前已建成的375個計劃小屋中，有200個由無國界醫生組織建造。該營區預計總容量為2500人。
除了加萊和格朗德桑特之外，據報導，2015年有營地存在於巴黎、迪耶普、布洛涅和勒阿弗爾。

## 反對

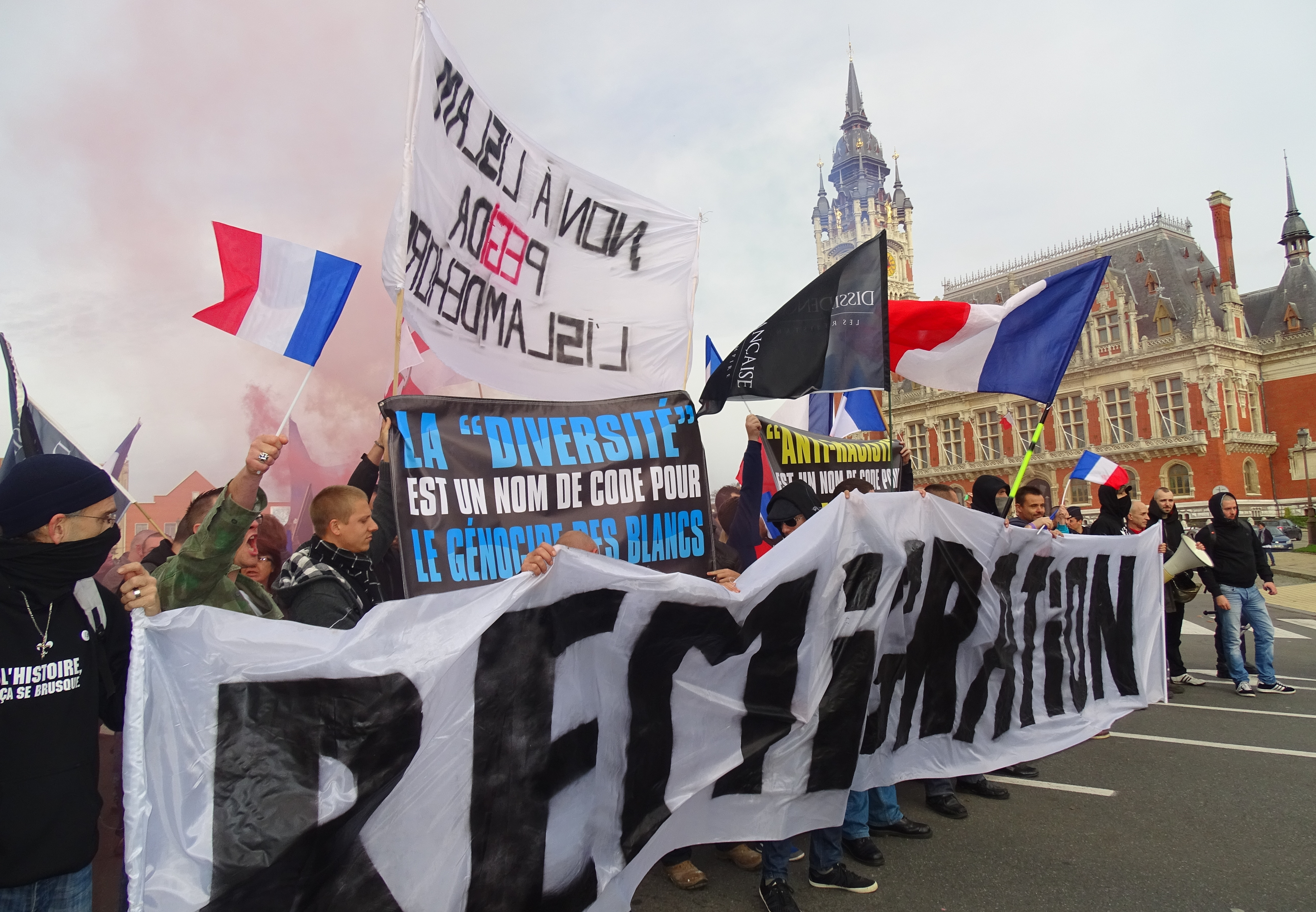
在加萊的法國抗議者舉橫幅表示“再移民”(遣送移民回其家鄉)和“多樣性是白種人滅絕的暗語”，2015年11月8日

法國諸如國民聯盟等极右翼团体獲得更多民眾支持、由伊斯蘭主義者發起的恐怖攻擊、金融海嘯、歐洲移民危機等，與安置移民與難民行動的發展同時發生。
加萊發生了多起支持和反對移民團體的在地抗議活動，對營地居民和被視為營地居民的人進行身體和言語攻擊也經常被報導。營地的建築物也遭到縱火襲擊。據稱，本地商店店主根據他們所認定的種族，歧視來客，禁止這些人在他們的商店購物。

## 相關文化
2018年，一部紀錄片紀載加萊叢林的生活。

## 外部連結及相關影片
- 加萊叢林在2009年的紀錄影像（页面存档备份，存于）
- 法國加萊難民營將拆 裘德洛聲援，蒲依婕，民視，2016-02-22
- 法拆加萊難民營 遭阻擋爆衝突，國際中心，蘋果日報，2016-03-01（页面存档备份，存于）